# Südafrikanische Cricket-Nationalmannschaft in Neuseeland in der Saison 2003/04
Die Tour der südafrikanischen Cricket-Nationalmannschaft nach Neuseeland in der Saison 2003/04 fand vom 13. Februar bis zum 30. März 2004 statt. Die internationale Cricket-Tour war Bestandteil der Internationalen Cricket-Saison 2003/04 und umfasste zwei Tests und sechs ODIs. Neuseeland gewann die ODI-Serie 5–1, während die Test-Serie 1–1 unentschieden endete.

## Vorgeschichte
Neuseeland spielte zuvor eine Tour gegen Pakistan, Pakistan eine Tour gegen die West Indies.
Das letzte Aufeinandertreffen der beiden Mannschaften bei einer Tour fand in der Saison 2000/01 in Südafrika statt.

## Stadien
Die folgenden Stadien wurden für die Tour als Austragungsort vorgesehen und am 31. Juli 2003 bekanntgegeben.
| Stadion         | Stadt        | Kapazität | Spiele               |
| --------------- | ------------ | --------- | -------------------- |
| Eden Park       | Auckland     | 50.000    | 2. Test; 1. & 5. ODI |
| Jade Stadium    | Christchurch | 38.628    | 2. ODI               |
| University Oval | Dunedin      | 6.000     | 4. ODI               |
| Westpac Park    | Hamilton     | 10.000    | 1. Test              |
| McLean Park     | Napier       | 22.500    | 6. ODI               |
| Basin Reserve   | Wellington   | 11.000    | 3. Test              |
| Westpac Stadium | Wellington   | 34.500    | 3. ODI               |

## Kaderlisten
Südafrika benannte seinen Kader am 2. Februar 2004.
Neuseeland benannte seinen ODI-Kader am 8. Februar und seinen Test-Kader am 3. März 2004.
| Test | Test | ODI | ODI |
| Neuseeland | Südafrika | Neuseeland | Südafrika |
| --- | --- | --- | --- |
| - Stephen Fleming (K) - Chris Cairns - Brendon McCullum (wk) - Craig McMillan - Chris Martin - Michael Mason - Jacob Oram - Michael Papps - Mark Richardson - Mathew Sinclair - Scott Styris - Daryl Tuffey - Daniel Vettori - Paul Wiseman | - Graeme Smith (K) - Paul Adams - Nico Boje - Mark Boucher (wk) - Herschelle Gibbs - Jacques Kallis - Gary Kirsten - Neil McKenzie - Andre Nel - Makhaya Ntini - Shaun Pollock - Jacques Rudolph - David Terbrugge - Martin van Jaarsveld | - Stephen Fleming (K) - Chris Cairns - Chris Harris - Brendon McCullum (wk) - Craig McMillan - Hamish Marshall - Michael Mason - Kyle Mills - Jacob Oram - Michael Papps - Scott Styris - Daryl Tuffey - Daniel Vettori | - Graeme Smith (K) - Nico Boje - Mark Boucher (wk) - Boeta Dippenaar - Herschelle Gibbs - Jacques Kallis - Lance Klusener - Albie Morkel - Andre Nel - Makhaya Ntini - Robin Peterson - Shaun Pollock - Ashwell Prince - Jacques Rudolph |

## Tour Matches
| 11. Februar Scorecard | Hamilton | Northern Districts 114 (42.3)        | – | South Africans 115-4 (17.2) |
|                       |          | South Africans gewinnt mit 6 Wickets |   |                             |

| 5. – 7. März Scorecard | Napier | South Africans 286-5d (77.5) & 224-7d (65) | – | Central Districts 239-6d (76.4) & 195-8 (49.5) |
|                        |        | Remis                                      |   |                                                |

## One-Day Internationals

### Erstes ODI in Auckland
| 13. Februar Scorecard | Auckland | Neuseeland 225-8 (50)           | – | Südafrika 226-5 (49.4) |
|                       |          | Südafrika gewinnt mit 5 Wickets |   |                        |

### Zweites ODI in Christchurch
| 17. Februar Scorecard | Christchurch (JS) | Südafrika 253-8 (50)             | – | Neuseeland 255-5 (45.1) |
|                       |                   | Neuseeland gewinnt mit 5 Wickets |   |                         |

### Drittes ODI in Wellington
| 20. Februar Scorecard | Wellington (WS) | Neuseeland 254-5 (38/38)      | – | Südafrika 249-7 (38/38) |
|                       |                 | Neuseeland gewinnt mit 5 Runs |   |                         |

### Viertes ODI in Dunedin
| 24. Februar Scorecard | Dunedin | Neuseeland | – | Südafrika |
|                       |         | Abgesagt   |   |           |

| 25. Februar Scorecard | Dunedin | Südafrika 259-7 (50)             | – | Neuseeland 264-4 (49) |
|                       |         | Neuseeland gewinnt mit 6 Wickets |   |                       |

### Fünftes ODI in Auckland
| 28. Februar Scorecard | Auckland | Neuseeland | – | Südafrika |
|                       |          | Abgesagt   |   |           |

| 29. Februar Scorecard | Auckland | Neuseeland 193-8 (33/33)                   | – | Südafrika 175-5 (29/29) |
|                       |          | Neuseeland gewinnt mit 2 Runs (D/L method) |   |                         |

### Sechstes ODI in Napier
| 2. März Scorecard | Napier | Südafrika 186-9 (50)             | – | Neuseeland 190-5 (46) |
|                   |        | Neuseeland gewinnt mit 5 Wickets |   |                       |

## Tests

### Erster Test in Hamilton
| 10. – 14. März Scorecard | Hamilton | Südafrika 459 (139.2) & 313-4 (116.1) | – | Neuseeland 509 (164.4) & 39-1 (16) |
|                          |          | Remis                                 |   |                                    |

### Zweiter Test in Auckland
| 18. – 22. März Scorecard | Auckland | Südafrika 296 (123.3) & 349 (108.3) | – | Neuseeland 595 (148.5) & 53-1 (10.2) |
|                          |          | Neuseeland gewinnt mit 9 Wickets    |   |                                      |

### Dritter Test in Wellington
| 26. – 30. März Scorecard | Wellington (BR) | Neuseeland 297 (104) & 252 (96.2) | – | Südafrika 316 (99.5) & 234-4 (72.2) |
|                          |                 | Südafrika gewinnt mit 6 Wickets   |   |                                     |

## Statistiken
Die folgenden Cricketstatistiken wurden bei dieser Tour erzielt.
| Tests            | Tests      | Tests   | Tests   | Tests   | Tests   | Tests   | Tests   | Tests   |
| Batting          | Batting    | Batting | Batting | Batting | Batting | Batting | Batting | Batting |
| Spieler          | Mannschaft | Spiele  | Innings | Runs    | Average | HS      | 100s    | 50s     |
| ---------------- | ---------- | ------- | ------- | ------- | ------- | ------- | ------- | ------- |
| Jacques Kallis   | Südafrika  | 3       | 6       | 354     | 70,80   | 150*    | 1       | 2       |
| Jacques Rudolph  | Südafrika  | 3       | 6       | 336     | 84,00   | 154*    | 1       | 2       |
| Scott Styris     | Neuseeland | 3       | 5       | 321     | 80,25   | 170     | 1       | 2       |
| Herschelle Gibbs | Südafrika  | 3       | 6       | 321     | 53,50   | 80      | 0       | 3       |
| Chris Cairns     | Neuseeland | 3       | 4       | 296     | 74,00   | 158     | 1       | 1       |
| Bowling          |            |         |         |         |         |         |         |         |
| Spieler          | Mannschaft | Spiele  | Overs   | Wickets | Average | BBI     | 5W      | 10W     |
| Chris Martin     | Neuseeland | 2       | 92.2    | 18      | 16,66   | 6/76    | 3       | 1       |
| Shaun Pollock    | Südafrika  | 3       | 123.3   | 13      | 29,38   | 4/98    | 0       | 0       |
| Nicky Boje       | Südafrika  | 2       | 75.4    | 9       | 27,55   | 4/65    | 0       | 0       |
| Chris Cairns     | Neuseeland | 3       | 94.2    | 9       | 32,88   | 4/60    | 0       | 0       |
| Jacob Oram       | Neuseeland | 3       | 119.3   | 7       | 36,57   | 2/60    | 0       | 0       |
| Makhaya Ntini    | Südafrika  | 3       | 115     | 7       | 49,00   | 3/110   | 0       | 0       |

| ODIs            | ODIs       | ODIs    | ODIs    | ODIs    | ODIs    | ODIs    | ODIs    | ODIs    |
| Batting         | Batting    | Batting | Batting | Batting | Batting | Batting | Batting | Batting |
| Spieler         | Mannschaft | Spiele  | Innings | Runs    | Average | HS      | 100s    | 50s     |
| --------------- | ---------- | ------- | ------- | ------- | ------- | ------- | ------- | ------- |
| Stephen Fleming | Neuseeland | 6       | 6       | 264     | 44,00   | 108     | 1       | 1       |
| Graeme Smith    | Südafrika  | 6       | 6       | 256     | 42,66   | 80      | 0       | 2       |
| Scott Styris    | Neuseeland | 6       | 6       | 224     | 44,80   | 69      | 0       | 2       |
| Michael Papps   | Neuseeland | 5       | 5       | 204     | 51,00   | 92*     | 0       | 2       |
| Chris Cairns    | Neuseeland | 6       | 6       | 155     | 38,75   | 58      | 0       | 1       |
| Bowling         |            |         |         |         |         |         |         |         |
| Spieler         | Mannschaft | Spiele  | Overs   | Wickets | Average | BBI     | 5W      | 10W     |
| Makhaya Ntini   | Südafrika  | 6       | 53      | 11      | 26,18   | 3/45    | 0       | 0       |
| Jacob Oram      | Neuseeland | 6       | 52      | 8       | 28,00   | 3/24    | 0       | 0       |
| Chris Cairns    | Neuseeland | 6       | 39      | 7       | 26,28   | 2/22    | 0       | 0       |
| Daryl Tuffey    | Neuseeland | 5       | 39.4    | 7       | 27,28   | 3/35    | 0       | 0       |
| Daniel Vettori  | Neuseeland | 6       | 41      | 5       | 34,60   | 2/37    | 0       | 0       |
| Scott Styris    | Neuseeland | 6       | 32      | 5       | 36,80   | 2/44    | 0       | 0       |
| Lance Klusener  | Südafrika  | 5       | 38      | 5       | 38,00   | 2/30    | 0       | 0       |

## Player of the Match
Als Player of the Match wurden die folgenden Spieler ausgezeichnet.
| Spiel   | Player of the Match |
| ------- | ------------------- |
| 1. ODI  | Graeme Smith        |
| 2. ODI  | Stephen Fleming     |
| 3. ODI  | Scott Styris        |
| 4. ODI  | Hamish Marshall     |
| 5. ODI  | Chris Harris        |
| 6. ODI  | Michael Papps       |
| 1. Test | Jacques Kallis      |
| 2. Test | Chris Martin        |
| 3. Test | Graeme Smith        |